# Germanna Ford

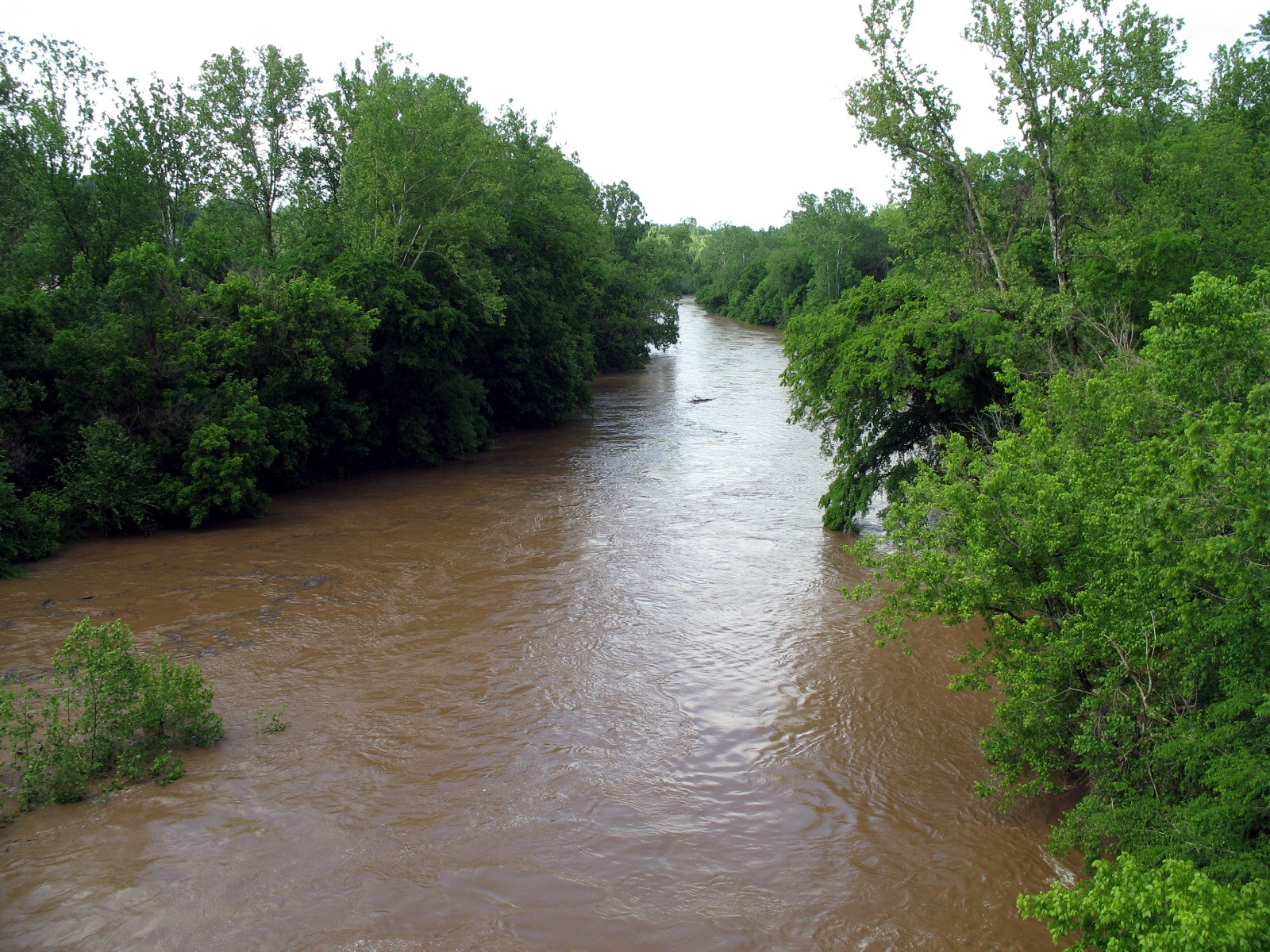
Germanna Ford idag.

Germanna Ford var ett vadställe över Rapidanfloden i östra Virginia.

## Amerikanska inbördeskriget
Under det amerikanska inbördeskriget korsades Rapidanfloden vid Germanna Ford den 29 juli 1863 av två av Unionsarméns armékårer. Det var en del av unionsarméns stora kringgående rörelse vilken ledde till slaget vid Chancellorsville.